# Zwojakoglejak
Zwojakoglejak (łac. ganglioglioma, ang. ganglioglioma) – nowotworowy guz mózgu. Jest guzem o umiarkowanej złośliwości (I° według WHO). Składa się z nowotworowych komórek zwojowych i glejowych (głównie astrocytów). Termin ganglioglioma wprowadził Perkins w 1926 roku.